# IC 1753
IC 1753 — галактика типу E? (еліптична галактика) у сузір'ї Трикутник.
Цей об'єкт міститься в оригінальній редакції індексного каталогу.